# Soge Culebra
Soge Culebra, pseudonimo di Gabriel Gómez (Murcia, 8 dicembre 1999), è un rapper e cantautore spagnolo.

## Biografia
Gabriel Gómez si appassiona il canto sin dall'età di dieci anni, e, pur senza prendere alcuna lezione canora, sviluppa tecniche vocali come il falsetto e i cambi di registro. Pubblica le sue prime canzoni su YouTube nel 2014, diventando noto grazie alla serie di video dal titolo Mente Sucia, in cui l'artista rappa davanti alla telecamera. Il 26 ottobre 2018, sotto l'etichetta Warner Music Spain, pubblica il suo primo album in studio dal titolo Mar de cristal, contenente collaborazioni con Ambkor, Beret e Kaze.
Nel 2021 pubblica il singolo 7 lágrimas, che ottiene un notevole successo, anche grazie al remix realizzato assieme al cantante portoricano Mora. Il 13 ottobre 2023 è la volta del secondo album Storm, che presenta 13 brani e vede la partecipazione di artisti come Saiko, Micro TDH e Quevedo. Nel 2024 esce invece l'EP di 8 tracce Energía.

## Discografia

### Album in studio
- 2018 – Mar de cristal
- 2023 – Storm

### EP
- 2024 – Energía